# Winthemia leucanae
Winthemia leucanae là một loài ruồi trong họ Tachinidae.